# Golgo 13 (film, 1973)
Pour les articles homonymes, voir Golgo 13.
Pour plus de détails, voir Fiche technique et Distribution.
Golgo 13 (ゴルゴ13, Gorugo 13) est un film japonais réalisé par Jun'ya Satō, sorti en 1973. Il s'agit d'une adaptation cinématographique en prise de vues réelles du manga Golgo 13 de Takao Saitō.

## Synopsis
Le tueur à gages Golgo 13 est contacté pour assassiner Boss Goa, chef d'un syndicat du crime mondial qui gère les trafics de drogues, d'armes et d'êtres humains.

## Fiche technique
Sauf indication contraire, les informations mentionnées dans cette section peuvent être confirmées par la base de données cinématographiques IMDb,  présente dans la section « Liens externes ».
- Titre : Golgo 13
- Titre original : ゴルゴ13 (Gorugo 13?)
- Réalisation : Jun'ya Satō
- Scénario : Takao Saitō et Kei Motomitsu, d'après le manga Golgo 13 de Takao Saitō
- Décors : Baku Fujita
- Costumes : n/a
- Photographie : Masahiko Iimura
- Montage : Osamu Tanaka
- Musique : Chūji Kinoshita (ja)
- Production : Morteza Jafari et Sunao Sakagami

Producteurs délégués : Kōji Shundō
- Société de production : Toei Tokyo
- Société de distribution : Toei Company (Japon)
- Budget : n/a
- Pays d'origine :  Japon
- Langue originale : japonais
- Format : couleur - 2.35:1 - 35 mm - son mono
- Genre : action, policier
- Durée : 104 minutes[2]
- Date de sortie :
  - Japon : 29 décembre 1973[2]

## Distribution
- Ken Takakura : Duke Togo / Golgo 13
- Mohsen Sohrabi : Aman Jafari
- Jaleh Sam : Sheila Jafari
- Pouri Banai : Catherine Morton
- Tahere « Arezu » Ghaffari : Ivonne
- Ahmad Ghadakchian : Max Boa
- Jalal Pishvaian : Douglas
- Nosrat Karimi : Richard Flanagan

## Production
Le film est basé sur le manga de Takao Saitō et son studio Saito Pro. C'est le troisième manga le plus long, un des plus populaires au Japon après Kochikame et Dokaben, et l'une des bandes dessinées les plus vendues au monde.
Ken Takakura est le premier à incarner le célèbre personnage à l'écran. Sonny Chiba l'incarnera ensuite dans Golgo 13: Assignment Kowloon (1977).
Le tournage a lieu en Iran, notamment à Téhéran et Ispahan.

## Accueil

### Box-office
Golgo 13 a été le septième film le plus rentable de l'année 1974 au Japon où il a généré un bénéfice net de 404 millions de yens. Le revenu brut est estimé à environ 1,1 milliard de yens (4,05 millions de dollars), ce qui est l'équivalent d'environ 2,8 milliards de yens (35,09 millions de dollars) ajusté pour l'inflation en 2012.